# Eglinton-Reaktion
Eglinton-Reaktion oder Eglinton-Kupplung ist eine Namensreaktion der Organischen Chemie und wurde 1956 von Geoffrey Eglinton (1927–2016) entdeckt. Sie dient der Synthese von symmetrischen Diinen aus terminalen Alkinen (mit endständiger Alkinylgruppe) und ist eine Modifikation der Glaser-Kupplung.

## Übersichtsreaktion
1869 entdeckte Glaser die Synthese von symmetrischen Diinen, wofür er Kupfer(I)-salze als Oxidationsmittel verwendete. Hierbei musste das entstandene explosive Kupfer(I)-phenylacetylid vor der Oxidation isoliert werden. Eglinton verbesserte die Reaktion durch den Einsatz von stöchiometrischen Kupfer(II)-salzmengen wie das Kupfer(II)-acetat, das in Pyridin gelöst ist, und konnte somit der Isolierung von Kupferacetyliden entgehen. Bei dem Organylrest R handelt es sich zum Beispiel um Aryl-, Alkyl- oder Alkylarylgruppe.
Die Eglinton-Kupplung hat gegenüber der Glaser-Reaktion den Nachteil, dass größere Mengen an Kupfersalz benötigt werden. Für die Synthese von unsymmetrischen Diinen eignet sich die Cadiot-Chodkiewicz-Kupplung.

## Mechanismus
Der Mechanismus der Eglinton-Reaktion ist nicht genug erforscht worden und kann nur ansatzweise erläutert werden. Als ersten Schritt erfolgt eine Deprotonierung des Ethin-Derivats 1, da acetylenische Protonen acide sind und sich leicht durch die Base Pyridin abspalten lassen. Es entsteht ein Acetylid-Anion 2. Danach erfolgt eine Reaktion mit dem Kupfer(II)-acetat, sodass vermutlich ein Kupferkomplex gebildet wird. Als letzten Schritt wird von der Dimerisierung von zwei Radikalen 3 ausgegangen und damit das symmetrische Bisacetylen 4 erhalten.
Es hat viel Ähnlichkeiten mit dem Mechanismus der Glaser-Kupplung.

## Verwendung
Mit Hilfe der Eglinton-Kupplung kann eine Vielfalt von neuen ungesättigten macrocyclischen Verbindungen hergestellt werden, die als Bausteine zur Synthese von Annulenen dienen.